# Олі Тауншип (округ Беркс, Пенсільванія)
Олі Тауншип (англ. Oley Township) — селище (англ. township) в США, в окрузі Беркс штату Пенсільванія. Населення — 3810 осіб (2020).

## Демографія
Згідно з переписом 2010 року, у селищі мешкало 3620 осіб у 1459 домогосподарствах у складі 1041 родини. Було 1532 помешкання
Расовий склад населення:
| - 97,9 % — білих - 0,4 % — чорних або афроамериканців - 0,4 % — азіатів - 0,1 % — корінних американців |

До двох чи більше рас належало 0,6 %. Частка іспаномовних становила 1,9 % від усіх жителів.
За віковим діапазоном населення розподілялося таким чином: 21,7 % — особи молодші 18 років, 61,8 % — особи у віці 18—64 років, 16,5 % — особи у віці 65 років та старші. Медіана віку мешканця становила 43,8 року. На 100 осіб жіночої статі у селищі припадало 99,8 чоловіків;  на 100 жінок у віці від 18 років та старших — 98,2 чоловіків також старших 18 років.
Середній дохід на одне домашнє господарство  становив 76 399 доларів США (медіана — 64 583), а середній дохід на одну сім'ю — 83 930 доларів (медіана — 71 005). За межею бідності перебувало 1,9 % осіб, у тому числі 0,0 % дітей у віці до 18 років та 4,6 % осіб у віці 65 років та старших.
Цивільне працевлаштоване населення становило 2071 особа. Основні галузі зайнятості: освіта, охорона здоров'я та соціальна допомога — 18,2 %, виробництво — 17,9 %, науковці, спеціалісти, менеджери — 12,2 %, будівництво — 10,6 %.